# Grenze zwischen Österreich und Ungarn

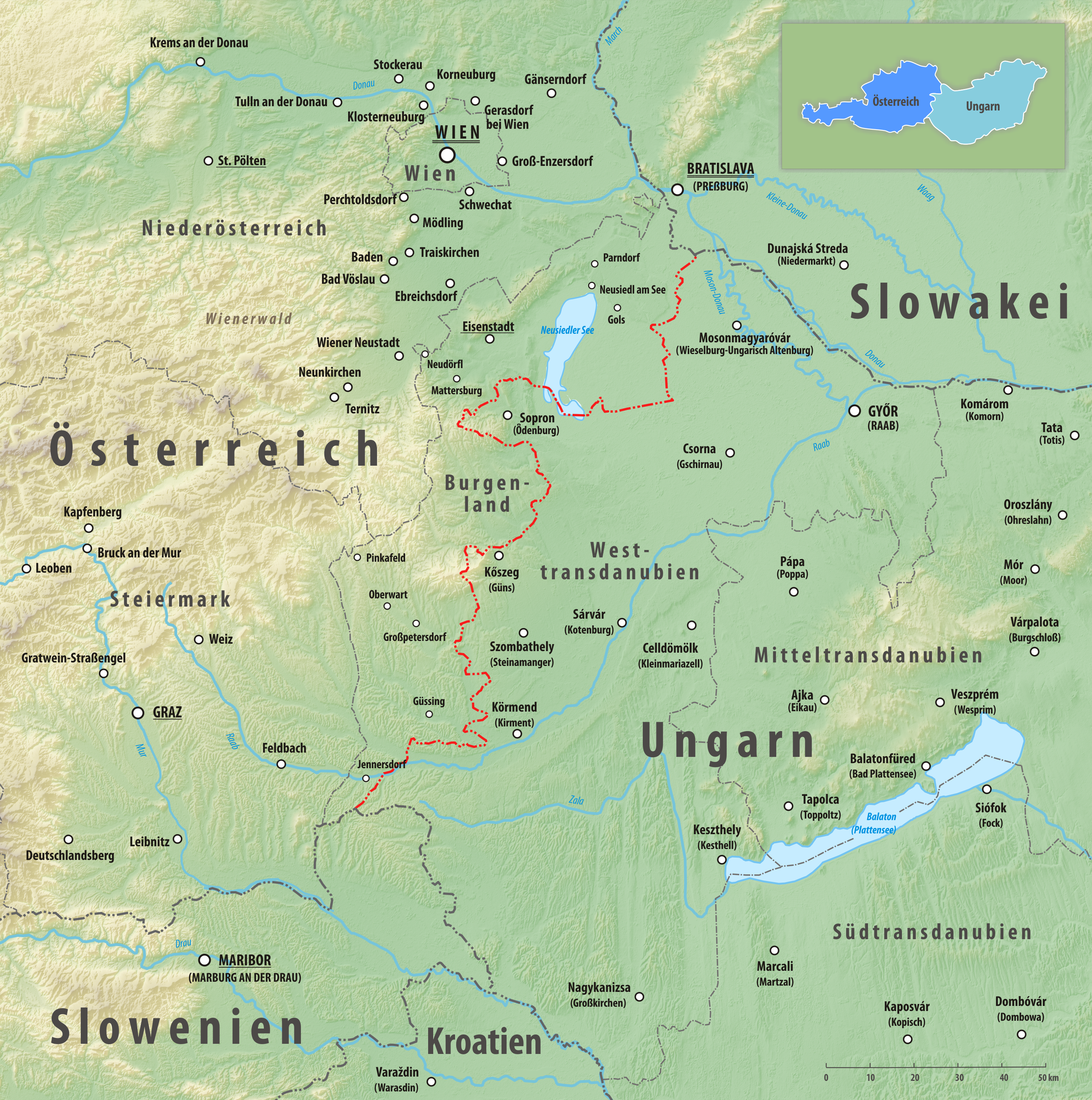
Grenzverlauf Österreich-Ungarn

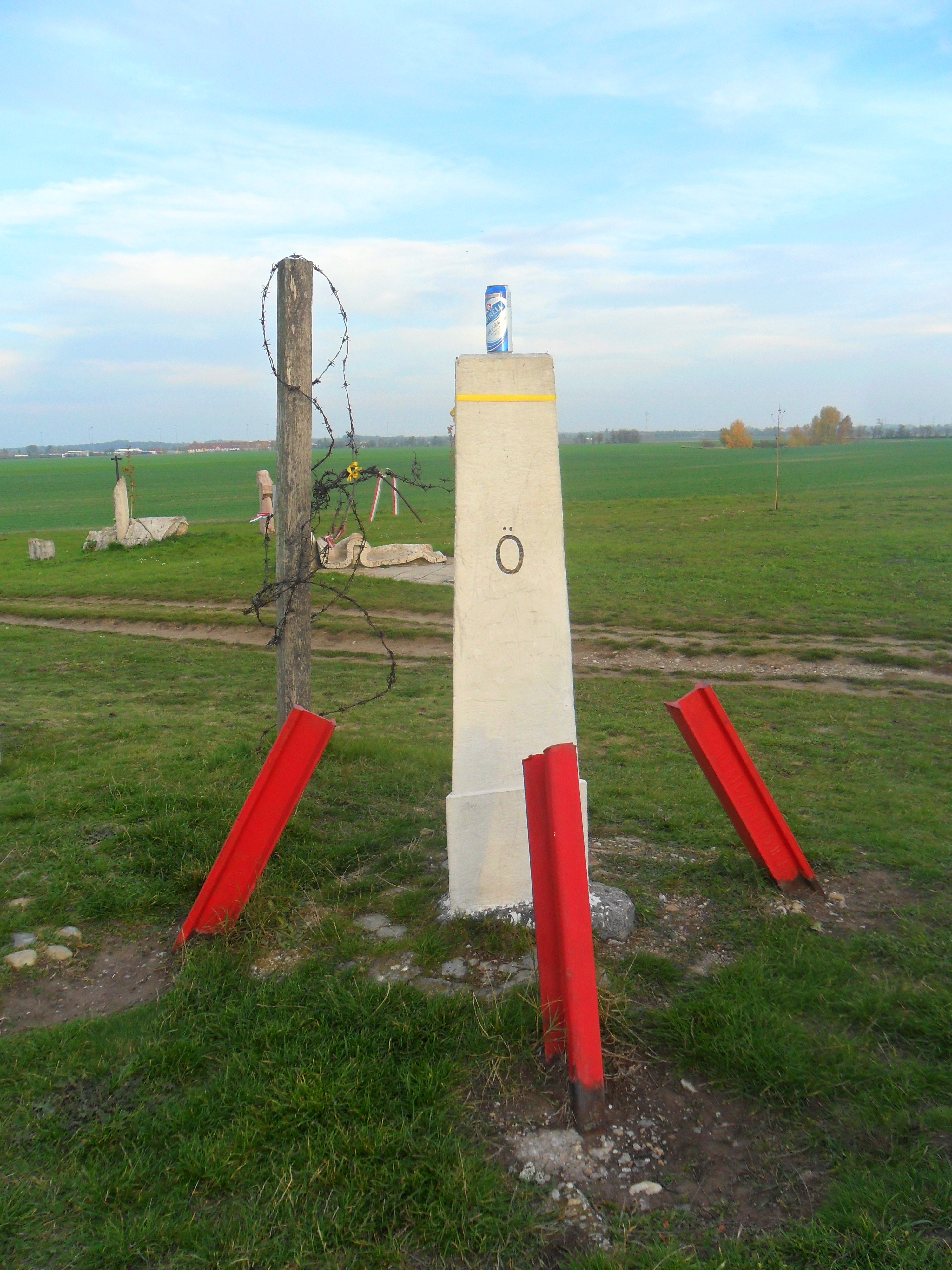
Dreiländereck Österreich-Slowakei-Ungarn

Die Grenze zwischen Österreich und Ungarn hat eine Länge von 356,4 Kilometern. Sie bildet auf ihrer gesamten Länge die Grenze des Burgenlands zu den Komitaten Győr-Moson-Sopron und Vas.

## Geschichte
Die Grenze der beiden Staaten ist eng mit der Geschichte des Burgenlandes verknüpft. Das Burgenland hatte einst zum Königreich Ungarn gehört, Ungarn wurde aber im Vertrag von Trianon 1920 verpflichtet, das damalige Deutsch-Westungarn aufgrund seiner sprachlichen Mehrheitsverhältnisse an die neue Republik Österreich abzutreten. Zu einer wesentlichen Änderung des geplanten Grenzverlaufs kam es durch die Volksabstimmung in Ödenburg. 1921 kam die österreichische Landnahme des Burgenlandes zum Abschluss. Insbesondere im Pinkatal und bei Kőszeg/Güns kam es bis 1923 noch zu mehreren Grenzverschiebungen (siehe dazu: Volksabstimmung 1921 im Burgenland#Festlegung der Grenze 1922/23), die u. a. Liebing und Rattersdorf, Luising (1923 zu Österreich) und Szentpéterfa (deutsch: Prostrum, kroatisch: Petrovo Selo; 1923 wieder zu Ungarn) betrafen.
Nach dem Zweiten Weltkrieg war der Grenzverlauf Teil des Eisernen Vorhangs. Nach dem Ende des Zweiten Weltkriegs kam es im August 1947 infolge der Abtretung der Orte Rusovce (deutsch Karlburg, ungarisch Oroszvár), Jarovce (deutsch Kroatisch-Jahrndorf, ungarisch Horvátjárfalu) und Čunovo (deutsch Sarndorf, ungarisch Dunacsún) (Bratislavaer Brückenkopf, inzwischen nach  Bratislava/Pressburg eingemeindet) von Ungarn an die damalige Tschechoslowakei auf der Pariser Friedenskonferenz 1946 zu einer Verkürzung der österreichisch-ungarischen Grenze.
Am 23. November 1988 wurde Miklós Németh Nachfolger des langjährigen Machthabers János Kádár. Die Regierung Nemeth ließ ab dem 2. Mai 1989 die Grenzzäune zu Österreich abbauen. Das ungarische Grenzzaun-System mit seinen elektrischen Meldevorrichtungen war veraltet und verrostet; fast 99 Prozent der Alarme waren Fehlalarme. Bei jedem Alarm wurden bis zu 400 Soldaten in Marsch gesetzt.
Dies fand zunächst kaum mediale Aufmerksamkeit. 
Am 27. Juni 1989 schnitten der ungarische Außenminister Gyula Horn und sein österreichische Amtskollege Alois Mock symbolisch mit Bolzenschneidern einen Signalzaun durch. Die Fotos und Filme gingen um die Welt.

Ein symbolträchtiger Akt zur Überwindung der Abschottung der beiden Staaten fand am 19. August 1989 mit dem Paneuropäischen Picknick statt. Ungarn öffnete seine Grenze zu Österreich am Abend des 10. September 1989 für alle DDR-Bürger. 

Ungarn und neun weitere Staaten traten zum 1. Mai 2004 der Europäischen Union bei; durch den Beitritt Ungarns zum Schengener Abkommen endeten am 21. Dezember 2007 die systematischen Grenzkontrollen.
2015 begann die Flüchtlingskrise in Europa. 
Österreich kontrolliert seit September 2015 die Grenze zu Ungarn, um Schlepperei zu minimieren.

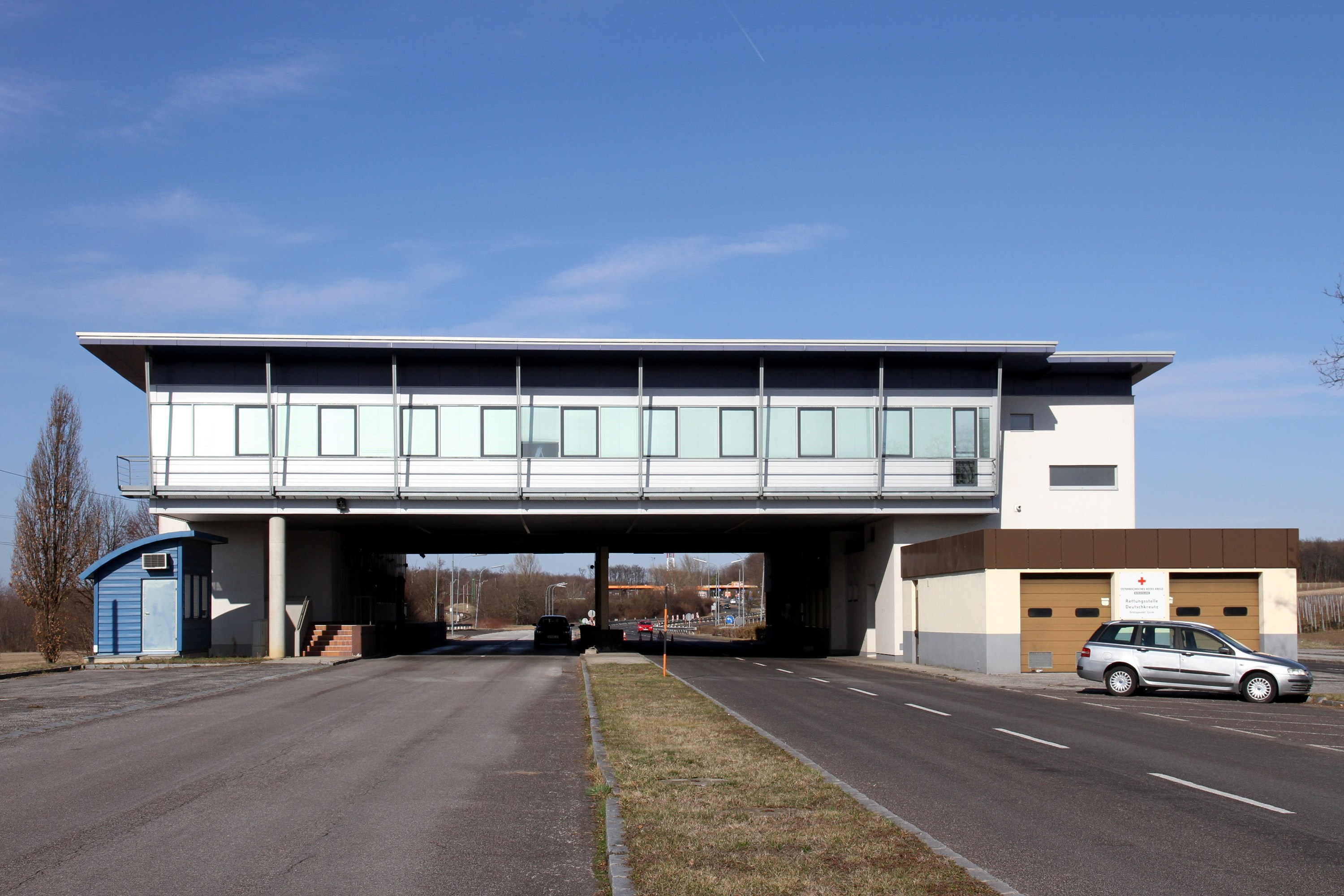
Ehemaliger Grenzübergang in Deutschkreutz–Kópháza
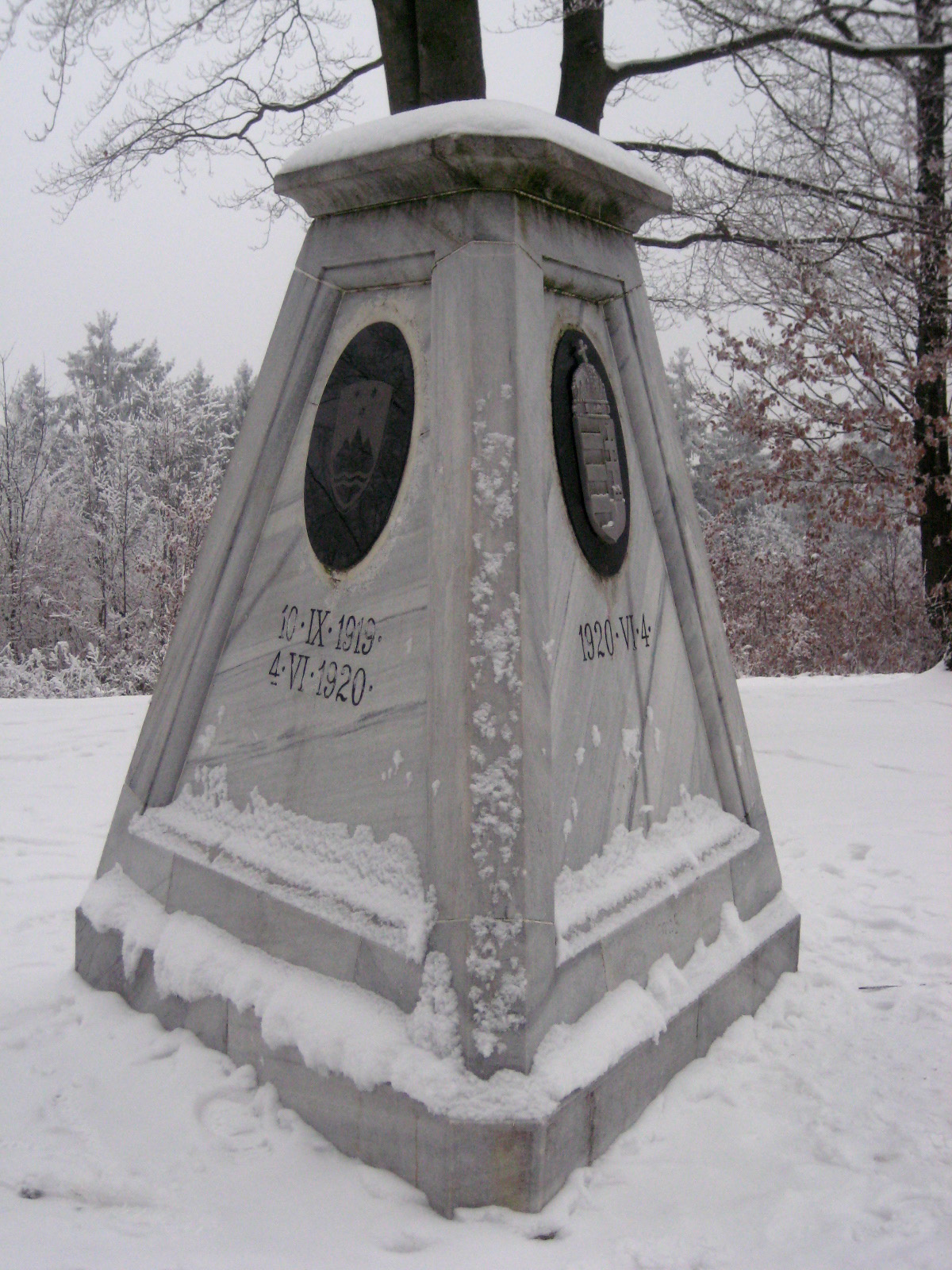
Dreiländereck Österreich-Slowenien-Ungarn
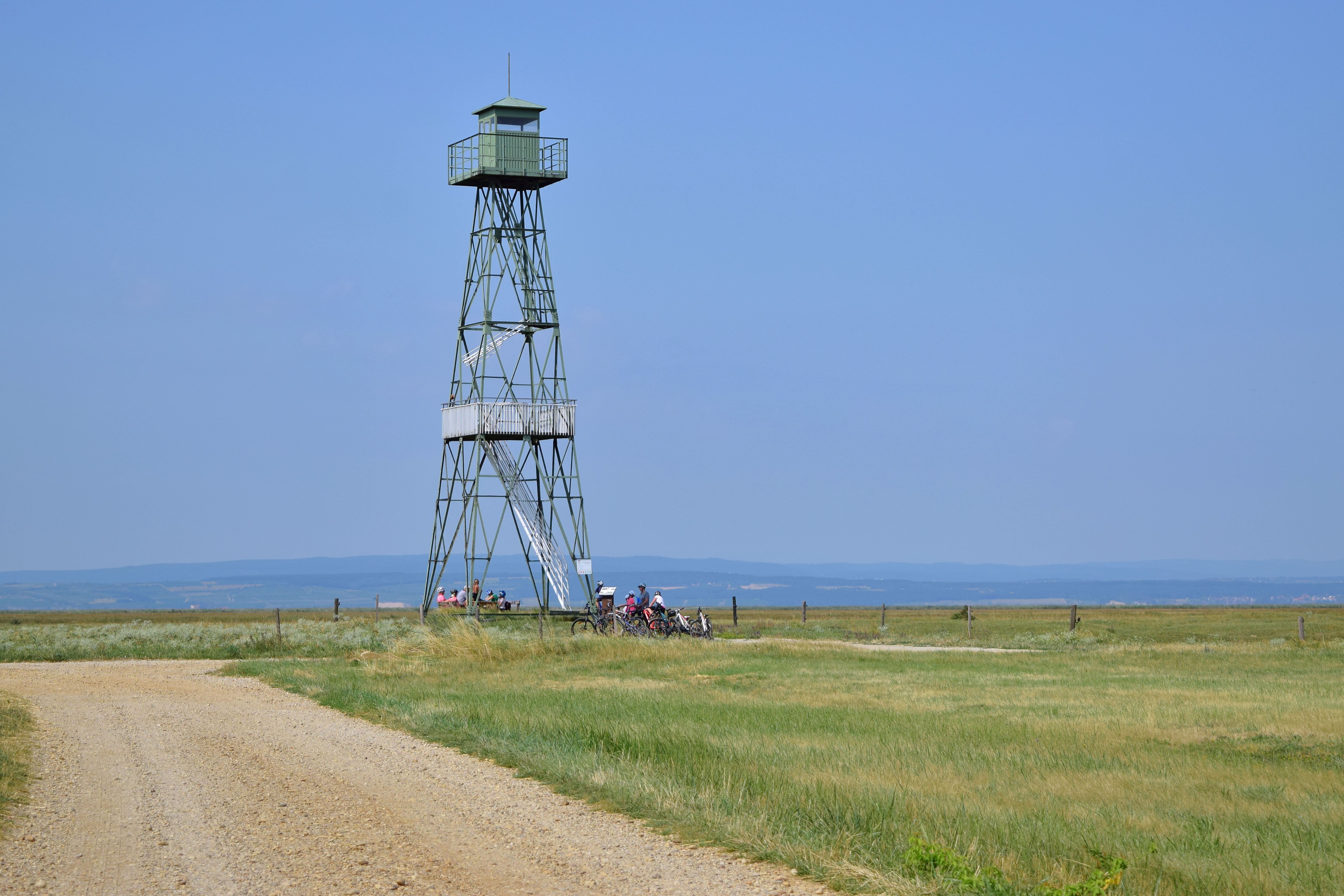
Ehemaliger ungarischer Grenzwachturm im Seewinkel

## Gemeinden an der Staatsgrenze (von Nord nach Süd)
| Ö S T E R R E I C H | Ö S T E R R E I C H | Ö S T E R R E I C H                          | Ö S T E R R E I C H         | Ö S T E R R E I C H    |                 | U N G A R N      | U N G A R N | U N G A R N       | U N G A R N                                  | U N G A R N                         |
| Bundesland          | Bezirk              |                                              | Gemeinde                    | Grenz- übertritt       |                 | Grenz- übertritt |             | Gemeinde          | Komitat (Verwaltungsbezirk)                  | Region                              |
| ------------------- | ------------------- | -------------------------------------------- | --------------------------- | ---------------------- | --------------- | ---------------- | ----------- | ----------------- | -------------------------------------------- | ----------------------------------- |
| Slowakei            |                     |                                              |                             |                        |                 |                  |             |                   |                                              |                                     |
| Burgenland          | Neusiedl am See     |                                              | Deutsch Jahrndorf           |                        |                 |                  |             | Rajka (Ragendorf) | Győr-Moson-Sopron (Raab-Wieselburg-Ödenburg) | Nyugat-Dunántúl (Westtransdanubien) |
| Burgenland          | Neusiedl am See     | Nickelsdorf                                  |                             |                        |                 |                  |             | Rajka (Ragendorf) | Győr-Moson-Sopron (Raab-Wieselburg-Ödenburg) | Nyugat-Dunántúl (Westtransdanubien) |
| Burgenland          | Neusiedl am See     | Hegyeshalom (Straß-Sommerein)                |                             |                        |                 |                  |             |                   | Győr-Moson-Sopron (Raab-Wieselburg-Ödenburg) | Nyugat-Dunántúl (Westtransdanubien) |
| Burgenland          | Neusiedl am See     | Mosonszolnok (Zanegg)                        |                             |                        |                 |                  |             |                   | Győr-Moson-Sopron (Raab-Wieselburg-Ödenburg) | Nyugat-Dunántúl (Westtransdanubien) |
| Burgenland          | Neusiedl am See     | Halbturn                                     |                             |                        |                 |                  |             |                   | Győr-Moson-Sopron (Raab-Wieselburg-Ödenburg) | Nyugat-Dunántúl (Westtransdanubien) |
| Burgenland          | Neusiedl am See     | Várbalog (Haidstall)                         |                             |                        |                 |                  |             |                   | Győr-Moson-Sopron (Raab-Wieselburg-Ödenburg) | Nyugat-Dunántúl (Westtransdanubien) |
| Burgenland          | Neusiedl am See     | Andau                                        |                             |                        |                 |                  |             |                   | Győr-Moson-Sopron (Raab-Wieselburg-Ödenburg) | Nyugat-Dunántúl (Westtransdanubien) |
| Burgenland          | Neusiedl am See     | Jánossomorja (St. Johann auf dem Heideboden) |                             |                        |                 |                  |             |                   | Győr-Moson-Sopron (Raab-Wieselburg-Ödenburg) | Nyugat-Dunántúl (Westtransdanubien) |
| Burgenland          | Neusiedl am See     | Kapuvár (Kobrunn)                            |                             |                        |                 |                  |             |                   | Győr-Moson-Sopron (Raab-Wieselburg-Ödenburg) | Nyugat-Dunántúl (Westtransdanubien) |
| Burgenland          | Neusiedl am See     | Tadten                                       |                             |                        |                 |                  |             |                   | Győr-Moson-Sopron (Raab-Wieselburg-Ödenburg) | Nyugat-Dunántúl (Westtransdanubien) |
| Burgenland          | Neusiedl am See     | Wallern im Burgenland                        |                             |                        |                 |                  |             |                   | Győr-Moson-Sopron (Raab-Wieselburg-Ödenburg) | Nyugat-Dunántúl (Westtransdanubien) |
| Burgenland          | Neusiedl am See     | Fertőd                                       |                             |                        |                 |                  |             |                   | Győr-Moson-Sopron (Raab-Wieselburg-Ödenburg) | Nyugat-Dunántúl (Westtransdanubien) |
| Burgenland          | Neusiedl am See     | Pamhagen                                     |                             |                        |                 |                  |             |                   | Győr-Moson-Sopron (Raab-Wieselburg-Ödenburg) | Nyugat-Dunántúl (Westtransdanubien) |
| Burgenland          | Neusiedl am See     | Sarród (Schrollen)                           |                             |                        |                 |                  |             |                   | Győr-Moson-Sopron (Raab-Wieselburg-Ödenburg) | Nyugat-Dunántúl (Westtransdanubien) |
| Burgenland          | Neusiedl am See     | Apetlon                                      |                             |                        |                 |                  |             |                   | Győr-Moson-Sopron (Raab-Wieselburg-Ödenburg) | Nyugat-Dunántúl (Westtransdanubien) |
| Burgenland          | Neusiedl am See     | N e u s i e d l e r S e                      |                             |                        |                 |                  |             |                   | Győr-Moson-Sopron (Raab-Wieselburg-Ödenburg) | Nyugat-Dunántúl (Westtransdanubien) |
| Burgenland          | Neusiedl am See     | Sopron (Ödenburg)                            |                             |                        |                 |                  |             |                   | Győr-Moson-Sopron (Raab-Wieselburg-Ödenburg) | Nyugat-Dunántúl (Westtransdanubien) |
| Burgenland          | Neusiedl am See     | Illmitz                                      |                             |                        |                 |                  |             |                   | Győr-Moson-Sopron (Raab-Wieselburg-Ödenburg) | Nyugat-Dunántúl (Westtransdanubien) |
| Burgenland          | Eisenstadt-Umgebung |                                              | Mörbisch am See             |                        |                 |                  |             |                   | Győr-Moson-Sopron (Raab-Wieselburg-Ödenburg) | Nyugat-Dunántúl (Westtransdanubien) |
| Burgenland          | Eisenstadt-Umgebung |                                              | Mörbisch am See             | Fertőrákos (Kroisbach) |                 |                  |             |                   | Győr-Moson-Sopron (Raab-Wieselburg-Ödenburg) | Nyugat-Dunántúl (Westtransdanubien) |
| Burgenland          | Eisenstadt-Umgebung | Sankt Margarethen im Burgenland              |                             |                        |                 |                  |             |                   | Győr-Moson-Sopron (Raab-Wieselburg-Ödenburg) | Nyugat-Dunántúl (Westtransdanubien) |
| Burgenland          | Eisenstadt-Umgebung | Siegendorf                                   |                             |                        |                 |                  |             |                   | Győr-Moson-Sopron (Raab-Wieselburg-Ödenburg) | Nyugat-Dunántúl (Westtransdanubien) |
| Burgenland          | Eisenstadt-Umgebung | Sopron (Ödenburg)                            |                             |                        |                 |                  |             |                   | Győr-Moson-Sopron (Raab-Wieselburg-Ödenburg) | Nyugat-Dunántúl (Westtransdanubien) |
| Burgenland          | Eisenstadt-Umgebung | Klingenbach                                  |                             |                        |                 |                  |             |                   | Győr-Moson-Sopron (Raab-Wieselburg-Ödenburg) | Nyugat-Dunántúl (Westtransdanubien) |
| Burgenland          | Eisenstadt-Umgebung | Zagersdorf                                   |                             |                        |                 |                  |             |                   | Győr-Moson-Sopron (Raab-Wieselburg-Ödenburg) | Nyugat-Dunántúl (Westtransdanubien) |
| Burgenland          | Mattersburg         |                                              | Baumgarten                  |                        |                 |                  |             |                   | Győr-Moson-Sopron (Raab-Wieselburg-Ödenburg) | Nyugat-Dunántúl (Westtransdanubien) |
| Burgenland          | Mattersburg         | Schattendorf                                 |                             |                        |                 |                  |             |                   | Győr-Moson-Sopron (Raab-Wieselburg-Ödenburg) | Nyugat-Dunántúl (Westtransdanubien) |
| Burgenland          | Mattersburg         | Ágfalva (Agendorf)                           |                             |                        |                 |                  |             |                   | Győr-Moson-Sopron (Raab-Wieselburg-Ödenburg) | Nyugat-Dunántúl (Westtransdanubien) |
| Burgenland          | Mattersburg         | Loipersbach im Burgenland                    |                             |                        |                 |                  |             |                   | Győr-Moson-Sopron (Raab-Wieselburg-Ödenburg) | Nyugat-Dunántúl (Westtransdanubien) |
| Burgenland          | Mattersburg         | Sopron (Ödenburg)                            |                             |                        |                 |                  |             |                   | Győr-Moson-Sopron (Raab-Wieselburg-Ödenburg) | Nyugat-Dunántúl (Westtransdanubien) |
| Burgenland          | Mattersburg         | Rohrbach bei Mattersburg                     |                             |                        |                 |                  |             |                   | Győr-Moson-Sopron (Raab-Wieselburg-Ödenburg) | Nyugat-Dunántúl (Westtransdanubien) |
| Burgenland          | Mattersburg         | Sieggraben                                   |                             |                        |                 |                  |             |                   | Győr-Moson-Sopron (Raab-Wieselburg-Ödenburg) | Nyugat-Dunántúl (Westtransdanubien) |
| Burgenland          | Oberpullendorf      |                                              | Lackenbach                  |                        |                 |                  |             |                   | Győr-Moson-Sopron (Raab-Wieselburg-Ödenburg) | Nyugat-Dunántúl (Westtransdanubien) |
| Burgenland          | Oberpullendorf      | Ritzing                                      |                             |                        |                 |                  |             |                   | Győr-Moson-Sopron (Raab-Wieselburg-Ödenburg) | Nyugat-Dunántúl (Westtransdanubien) |
| Burgenland          | Oberpullendorf      | Neckenmarkt                                  |                             |                        |                 |                  |             |                   | Győr-Moson-Sopron (Raab-Wieselburg-Ödenburg) | Nyugat-Dunántúl (Westtransdanubien) |
| Burgenland          | Oberpullendorf      | Harka (Harkau)                               |                             |                        |                 |                  |             |                   | Győr-Moson-Sopron (Raab-Wieselburg-Ödenburg) | Nyugat-Dunántúl (Westtransdanubien) |
| Burgenland          | Oberpullendorf      | Deutschkreutz                                |                             |                        |                 |                  |             |                   | Győr-Moson-Sopron (Raab-Wieselburg-Ödenburg) | Nyugat-Dunántúl (Westtransdanubien) |
| Burgenland          | Oberpullendorf      | Kópháza (Kohlbenhof)                         |                             |                        |                 |                  |             |                   | Győr-Moson-Sopron (Raab-Wieselburg-Ödenburg) | Nyugat-Dunántúl (Westtransdanubien) |
| Burgenland          | Oberpullendorf      | Nikitsch                                     |                             |                        |                 |                  |             |                   | Győr-Moson-Sopron (Raab-Wieselburg-Ödenburg) | Nyugat-Dunántúl (Westtransdanubien) |
| Burgenland          | Oberpullendorf      | Pereszteg (Pernstegen)                       |                             |                        |                 |                  |             |                   | Győr-Moson-Sopron (Raab-Wieselburg-Ödenburg) | Nyugat-Dunántúl (Westtransdanubien) |
| Burgenland          | Oberpullendorf      | Sopronkövesd (Gissing)                       |                             |                        |                 |                  |             |                   | Győr-Moson-Sopron (Raab-Wieselburg-Ödenburg) | Nyugat-Dunántúl (Westtransdanubien) |
| Burgenland          | Oberpullendorf      | Sopronhorpács                                |                             |                        |                 |                  |             |                   | Győr-Moson-Sopron (Raab-Wieselburg-Ödenburg) | Nyugat-Dunántúl (Westtransdanubien) |
| Burgenland          | Oberpullendorf      | Zsira (Tening)                               |                             |                        |                 |                  |             |                   | Győr-Moson-Sopron (Raab-Wieselburg-Ödenburg) | Nyugat-Dunántúl (Westtransdanubien) |
| Burgenland          | Oberpullendorf      | Lutzmannsburg                                |                             |                        |                 |                  |             |                   | Győr-Moson-Sopron (Raab-Wieselburg-Ödenburg) | Nyugat-Dunántúl (Westtransdanubien) |
| Burgenland          | Oberpullendorf      | Répcevis (Heils)                             |                             |                        |                 |                  |             |                   | Győr-Moson-Sopron (Raab-Wieselburg-Ödenburg) | Nyugat-Dunántúl (Westtransdanubien) |
| Burgenland          | Oberpullendorf      |                                              |                             | Peresznye (Prössing)   | Vas (Eisenburg) |                  |             |                   |                                              | Nyugat-Dunántúl (Westtransdanubien) |
| Burgenland          | Oberpullendorf      | Frankenau-Unterpullendorf                    |                             | Peresznye (Prössing)   | Vas (Eisenburg) |                  |             |                   |                                              | Nyugat-Dunántúl (Westtransdanubien) |
| Burgenland          | Oberpullendorf      | Mannersdorf an der Rabnitz                   |                             | Peresznye (Prössing)   | Vas (Eisenburg) |                  |             |                   |                                              | Nyugat-Dunántúl (Westtransdanubien) |
| Burgenland          | Oberpullendorf      | Ólmod (Bleigraben)                           |                             |                        | Vas (Eisenburg) |                  |             |                   |                                              | Nyugat-Dunántúl (Westtransdanubien) |
| Burgenland          | Oberpullendorf      | Kőszeg (Güns)                                |                             |                        | Vas (Eisenburg) |                  |             |                   |                                              | Nyugat-Dunántúl (Westtransdanubien) |
| Burgenland          | Oberpullendorf      | Lockenhaus                                   |                             |                        | Vas (Eisenburg) |                  |             |                   |                                              | Nyugat-Dunántúl (Westtransdanubien) |
| Burgenland          | Oberpullendorf      | Velem (St. Veit)                             |                             |                        | Vas (Eisenburg) |                  |             |                   |                                              | Nyugat-Dunántúl (Westtransdanubien) |
| Burgenland          | Oberpullendorf      | Bozsok (Poschendorf)                         |                             |                        | Vas (Eisenburg) |                  |             |                   |                                              | Nyugat-Dunántúl (Westtransdanubien) |
| Burgenland          | Oberwart            |                                              | Rechnitz                    |                        | Vas (Eisenburg) |                  |             |                   |                                              | Nyugat-Dunántúl (Westtransdanubien) |
| Burgenland          | Oberwart            | Bucsu (Butsching)                            | Rechnitz                    |                        | Vas (Eisenburg) |                  |             |                   |                                              | Nyugat-Dunántúl (Westtransdanubien) |
| Burgenland          | Oberwart            | Schachendorf                                 |                             |                        | Vas (Eisenburg) |                  |             |                   |                                              | Nyugat-Dunántúl (Westtransdanubien) |
| Burgenland          | Oberwart            | Narda (Nahring)                              |                             |                        | Vas (Eisenburg) |                  |             |                   |                                              | Nyugat-Dunántúl (Westtransdanubien) |
| Burgenland          | Oberwart            | Schandorf                                    |                             |                        | Vas (Eisenburg) |                  |             |                   |                                              | Nyugat-Dunántúl (Westtransdanubien) |
| Burgenland          | Oberwart            | Felsőcsatár (Ober-Schilding)                 |                             |                        | Vas (Eisenburg) |                  |             |                   |                                              | Nyugat-Dunántúl (Westtransdanubien) |
| Burgenland          | Oberwart            | Hannersdorf                                  |                             |                        | Vas (Eisenburg) |                  |             |                   |                                              | Nyugat-Dunántúl (Westtransdanubien) |
| Burgenland          | Oberwart            | Deutsch Schützen-Eisenberg                   |                             |                        | Vas (Eisenburg) |                  |             |                   |                                              | Nyugat-Dunántúl (Westtransdanubien) |
| Burgenland          | Oberwart            | Vaskeresztes (Großdorf)                      |                             |                        | Vas (Eisenburg) |                  |             |                   |                                              | Nyugat-Dunántúl (Westtransdanubien) |
| Burgenland          | Oberwart            | Horvátlövő (Kroatisch Schützen)              |                             |                        | Vas (Eisenburg) |                  |             |                   |                                              | Nyugat-Dunántúl (Westtransdanubien) |
| Burgenland          | Oberwart            | Pornóapáti (Pernau)                          |                             |                        | Vas (Eisenburg) |                  |             |                   |                                              | Nyugat-Dunántúl (Westtransdanubien) |
| Burgenland          | Güssing             |                                              | Bildein                     |                        | Vas (Eisenburg) |                  |             |                   |                                              | Nyugat-Dunántúl (Westtransdanubien) |
| Burgenland          | Güssing             | Ják (Jaak, Sankt Georgen)                    | Bildein                     |                        | Vas (Eisenburg) |                  |             |                   |                                              | Nyugat-Dunántúl (Westtransdanubien) |
| Burgenland          | Güssing             | Szentpéterfa (Prostrum)                      | Bildein                     |                        | Vas (Eisenburg) |                  |             |                   |                                              | Nyugat-Dunántúl (Westtransdanubien) |
| Burgenland          | Güssing             | Eberau                                       |                             |                        | Vas (Eisenburg) |                  |             |                   |                                              | Nyugat-Dunántúl (Westtransdanubien) |
| Burgenland          | Güssing             | Moschendorf                                  |                             |                        | Vas (Eisenburg) |                  |             |                   |                                              | Nyugat-Dunántúl (Westtransdanubien) |
| Burgenland          | Güssing             | Pinkamindszent (Allerheiligen an der Pinka)  |                             |                        | Vas (Eisenburg) |                  |             |                   |                                              | Nyugat-Dunántúl (Westtransdanubien) |
| Burgenland          | Güssing             | Heiligenbrunn                                |                             |                        | Vas (Eisenburg) |                  |             |                   |                                              | Nyugat-Dunántúl (Westtransdanubien) |
| Burgenland          | Güssing             | Vasalja (Walschenau)                         |                             |                        | Vas (Eisenburg) |                  |             |                   |                                              | Nyugat-Dunántúl (Westtransdanubien) |
| Burgenland          | Güssing             | Kemestaródfa (Tadisdorf)                     |                             |                        | Vas (Eisenburg) |                  |             |                   |                                              | Nyugat-Dunántúl (Westtransdanubien) |
| Burgenland          | Güssing             | Csákánydoroszló (Zackersdorf-Frauendorf)     |                             |                        | Vas (Eisenburg) |                  |             |                   |                                              | Nyugat-Dunántúl (Westtransdanubien) |
| Burgenland          | Güssing             | Großmürbisch                                 |                             |                        | Vas (Eisenburg) |                  |             |                   |                                              | Nyugat-Dunántúl (Westtransdanubien) |
| Burgenland          | Güssing             | Rönök (Rönik)                                |                             |                        | Vas (Eisenburg) |                  |             |                   |                                              | Nyugat-Dunántúl (Westtransdanubien) |
| Burgenland          | Güssing             | Inzenhof                                     |                             |                        | Vas (Eisenburg) |                  |             |                   |                                              | Nyugat-Dunántúl (Westtransdanubien) |
| Burgenland          | Güssing             | Szentgotthárd (St. Gotthard)                 |                             |                        | Vas (Eisenburg) |                  |             |                   |                                              | Nyugat-Dunántúl (Westtransdanubien) |
| Burgenland          | Güssing             | Tschanigraben                                |                             |                        | Vas (Eisenburg) |                  |             |                   |                                              | Nyugat-Dunántúl (Westtransdanubien) |
| Burgenland          | Güssing             | Inzenhof                                     |                             |                        | Vas (Eisenburg) |                  |             |                   |                                              | Nyugat-Dunántúl (Westtransdanubien) |
| Burgenland          | Jennersdorf         |                                              | Heiligenkreuz im Lafnitztal |                        | Vas (Eisenburg) |                  |             |                   |                                              | Nyugat-Dunántúl (Westtransdanubien) |
| Burgenland          | Jennersdorf         | Mogersdorf                                   |                             |                        | Vas (Eisenburg) |                  |             |                   |                                              | Nyugat-Dunántúl (Westtransdanubien) |
| Burgenland          | Jennersdorf         | Szakonyfalu (Eckersdorf)                     |                             |                        | Vas (Eisenburg) |                  |             |                   |                                              | Nyugat-Dunántúl (Westtransdanubien) |
| Burgenland          | Jennersdorf         | Alsószölnök (Unterzemming)                   |                             |                        | Vas (Eisenburg) |                  |             |                   |                                              | Nyugat-Dunántúl (Westtransdanubien) |
| Burgenland          | Jennersdorf         | Weichselbaum                                 |                             |                        | Vas (Eisenburg) |                  |             |                   |                                              | Nyugat-Dunántúl (Westtransdanubien) |
| Burgenland          | Jennersdorf         | Sankt Martin an der Raab                     |                             |                        | Vas (Eisenburg) |                  |             |                   |                                              | Nyugat-Dunántúl (Westtransdanubien) |
| Burgenland          | Jennersdorf         | Felsőszölnök (Oberzemming)                   |                             |                        | Vas (Eisenburg) |                  |             |                   |                                              | Nyugat-Dunántúl (Westtransdanubien) |
| Slowenien           |                     |                                              |                             |                        |                 |                  |             |                   |                                              |                                     |